# Orbiniella nuda
Orbiniella nuda är en ringmaskart som beskrevs av Edward Hobson 1974. Orbiniella nuda ingår i släktet Orbiniella och familjen Orbiniidae. Inga underarter finns listade i Catalogue of Life.